# Bernard Narokobi

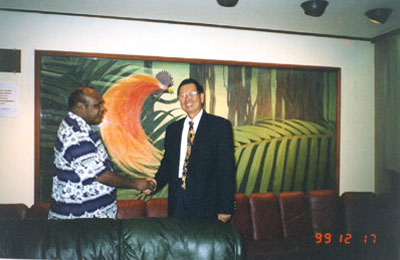
Narokobi (links) bei einem Besuch in der Republik China (Taiwan) im Jahr 1999

Bernard Narokobi (* 1937 in Wautogik; † 9. März 2010) war ein Politiker aus Papua-Neuguinea.

## Biografie
Nach dem Besuch der Grundschule der Dagua Catholic Mission, der Brandi High School in Wewak sowie der Kerevat Senior High School in der East New Britain Province studierte er als einer der ersten Papua-Neuguineer im Ausland und schloss sein Studium der Rechtswissenschaft an der University of Sydney ab.
Kurz nach seiner Rückkehr wurde er ständiger Berater des von Michael Somare geleiteten Planungsausschusses des Nationalparlaments und nahm daneben eine Tätigkeit als Rechtsanwalt auf und gründete die Anwaltskanzlei Narokobi Lawyers. Nach der Souveränität am 16. September 1975 war er außerdem als Journalist tätig und schrieb eine wöchentliche Kolumne für die Zeitung Post-Courier, in der er einen melanesischen Way of life pries, der aus seiner Sicht auch positive Eigenschaften westlicher Lebensweisen beinhalten sollte. Darüber hinaus war er ein strikter Gegner von Korruption, Trunkenheit und Faulheit.
1987 wurde er schließlich selbst zum Mitglied des Nationalparlaments gewählt und vertrat dabei bis 2002 den Wahlkreis Wewak. Im Juli 1988 wurde er von Premierminister Rabbie Namaliu zum Justizminister in dessen Regierung berufen, der er bis Juli 1992 angehörte.
Anschließend war er von Juli 1992 bis September 1994 Landwirtschaftsminister in der von Premierminister Paias Wingti geleiteten Regierung. 1995 gehörte er neben Moi Avei, Bart Philemon und Masket Iangalio zu den Gründern der National Alliance Party. Zuletzt war er zwischen 1998 und seiner Wahlniederlage 2002 Führer der Opposition im Nationalparlament. Bei den Wahlen 2002 erlitt er eine Wahlniederlage gegen Kimson Kare.
Später war er bis zu seinem Tode Hochkommissar in Neuseeland. Im April 2009 wurde er von der Zeitung The Guardian neben Michael Somare als eine von Papua-Neuguineas „lebenden nationalen Ikonen“ bezeichnet.